# 542 v.Chr.
Het jaar 542 v.Chr. is een jaartal volgens de christelijke jaartelling.

## Gebeurtenissen

### Griekenland
- De trireme wordt voor het eerst genoemd door Hipponax.
- Griekse kolonisten uit Teos stichten een nederzetting op het eilandje Fanagoria in de Zwarte Zee voor de kust van het huidige Rusland.

## Overleden
- Croesus, koning van Lydië